# Jan Kloka
Jan Kloka (ur. 9 stycznia 1811 w Połchowie koło Pucka, zm. 13 września 1880 w Nowym Mieście Lubawskim), polski duchowny katolicki, działacz społeczny, wieloletni proboszcz w Nowym Mieście Lubawskim.
Był synem Józefa i Zuzanny z domu Rembiertin. Kształcił się w gimnazjum w Chojnicach i tamże w 1836 zdał maturę. Naukę kontynuował w seminarium duchownym w Pelplinie, święcenia kapłańskie przyjął 18 kwietnia 1840. Pierwszą placówką duszpasterską ks. Kloki była parafia przy toruńskim kościele świętych Janów, gdzie młody duchowny pracował jako wikariusz. Potem był wikariuszem w Golubiu, a od czerwca 1844 proboszczem w Nowem nad Wisłą. Był tam także dziekanem (od 1849) oraz inspektorem szkół ludowych.
We wrześniu 1853 rozpoczął pracę jako proboszcz parafii w Nowym Mieście Lubawskim. Od 1856 był jednocześnie dziekanem nowomiejskim, w latach 1860-1868 wykonywał obowiązki powiatowego inspektora szkół ludowych. Zaangażował się w ruch trzeźwościowy i w 1855 zainicjował działalność Bractwa Trzeźwości, zaledwie po miesiącu istnienia zrzeszającego niemal półtora tysiąca parafian. Proboszcz Kloka należał do inicjatorów utworzenia w Nowym Mieście gimnazjum katolickiego (1856) oraz powołał do życia chór kościelny (istniał już w 1873). W dobie Kulturkampfu pełnił posługę duszpasterską w opuszczonych pobliskich parafiach w Radomnie i Lipinkach. Na czas pracy duszpasterskiej w Nowym Mieście ks. Kloki przypadła likwidacja klasztoru franciszkanów-reformatów w Łąkach Bratiańskich (1875); 27 września 1875 Kloka zabrał z klasztoru do kościoła nowomiejskiego Najświętszy Sakrament, udzielił także schronienia przełożonemu klasztoru ojcu Rogeriuszowi Binkowskiemu (pomagał on proboszczowi w pracy duszpasterskiej, a po śmierci Kloki przejął na jakiś czas zarząd nad parafią). 
Ks. Kloka był etnografem amatorem, interesował się zwyczajami ludowymi i pisywał na ten temat do pisma "Pielgrzym", utrzymywał korespondencję z Oskarem Kolbergiem. Należał do Towarzystwa Pomocy Naukowej i Towarzystwa Naukowego w Toruniu.
Zmarł 13 września 1880, pochowany został na cmentarzu w Nowym Mieście Lubawskim.